# 麥道MD-80
麦克唐纳·道格拉斯MD-80系列，原先稱作DC-9-80，是根據麥道DC-9改良而成的一款双引擎窄体民航机，載客量介於130與172人之間。麥道MD-80於1980年10月10日由瑞士航空率先投入運營，型號包括MD-81，MD-82，MD-83，MD-87和MD-88，除較短的MD-87外，其餘型號的機身長度都相同。之後，麥道於1989年推出改進版的麥道MD-90系列。
波音收購麥道後，继续开发麦道于1995年立项的MD-95，后于1998年更名为波音717后推出市场。2006年5月23日，最後兩架波音717交貨至美国中西航空和穿越航空後，此系列飛機隨之結束生產。

## 設計與發展

### 背景
道格拉斯飛行器公司於1960年代開發出DC-9，用於短程商業航空市場。與DC-8不同的是，DC-9使用T型尾翼及機身後部雙引擎的全新設計，每排5個座位，載客量視不同型號與不同座位佈局而定，一般在80與135之間。
MD-80系列是DC-9型的第二代，原先稱作DC-9-80或是DC-9 Super 80。該型號於1980年投入運營，後來發展成於1995年投入服務的MD-90型。MD-80系列的最後一個成員是MD-95，在1997年麥道被波音收購之後改為波音717-200。中国最新的支线飞机ARJ-21亦使用了MD-80/90的机身模具。
DC-9系列是全球最成功的噴射式客機之一，以逾2,400架的產量位居第三，僅次於產量超過6,000架的空中巴士A320系列及超過11,000架的波音737。

### MD-80系列

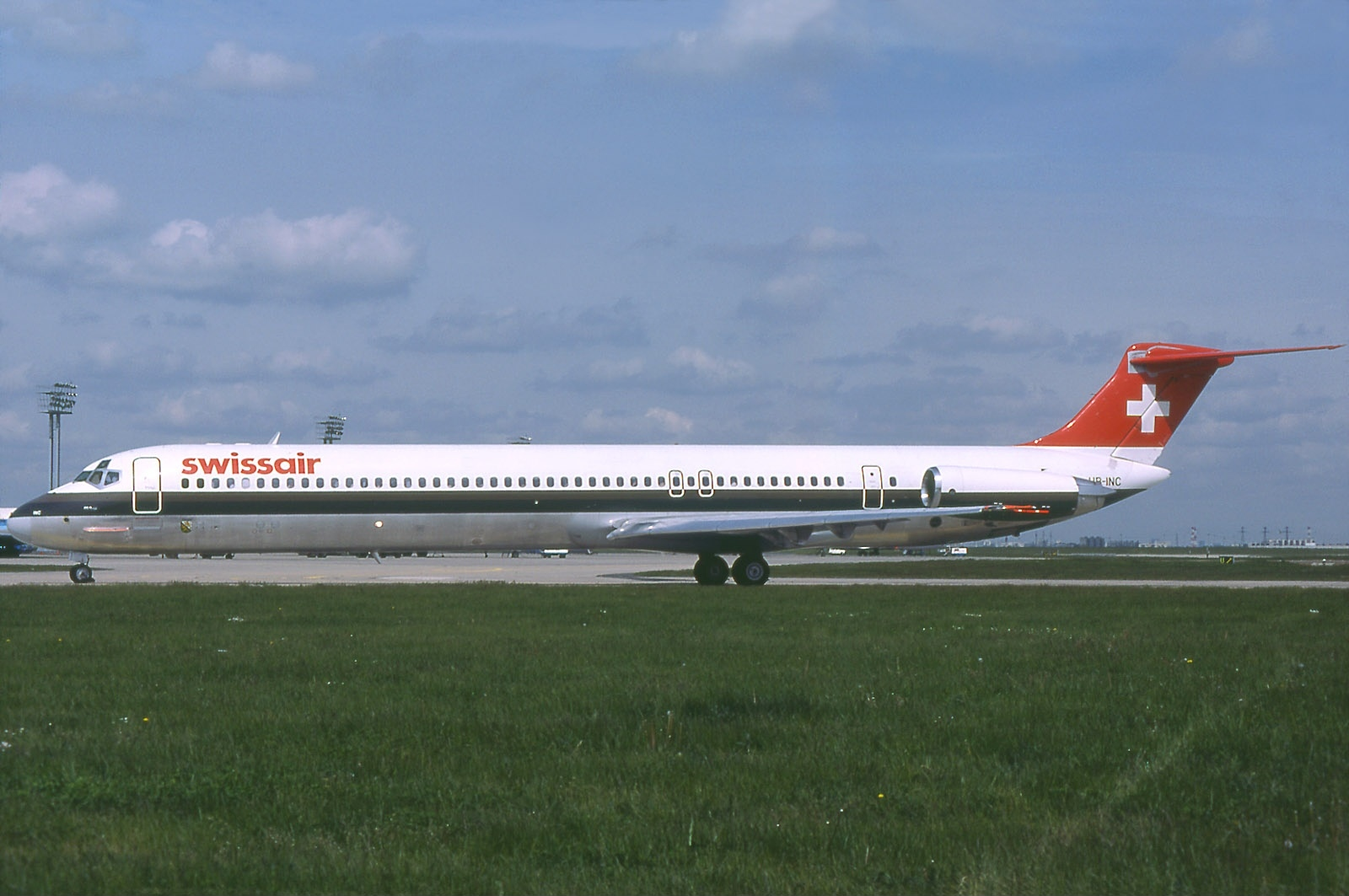
1981年瑞士航空的MD-81

麥道MD-80系列在1980年推出，基於道格拉斯DC-9的設計，相比DC-9-50加長了機身，增大了最大起飛重量與油箱容量，於機身後方兩旁裝上普惠JT8D渦輪引擎，小型但是高效的機翼及T型尾翼。麥道MD-80系列比道格拉斯DC-9擁有更長的機身，可載更多燃料及載重量，專為接載140-170名乘客提供短途及頻繁的旅途而設計。
MD-80系列的開發於於1970年代啟動，早期曾提出DC-9-55，DC-9-50加長型（Super Stretch）與DC-9-60等型號。1977年8月，麥道決定開發DC-9-55。由於該機型計劃於1980年投入運營，該設計被命名為DC-9-80系列。瑞士航空於1977年訂購了十五架MD-80，並有另外五架的選購權。
DC-9-80的機身比DC-9-50長14英尺3英寸（4.34米），機翼也比DC-9大28%。第一架DC-9-80系列飛機於1979年10月19日首飛。
該型客機於1980年投入運營，最初認證為DC-9系列，但在1983年7月改為MD-80。該系列包括MD-81/82/83及縮短機身的MD-87，然而它們的認證是DC-9-81/82等。僅MD-88和後來的MD-90正式認證為麥道系列。
MD-80在駕駛艙、航空電子以及空氣動力學方面都做出了改進，引擎也改用效率更高的JT8D-200系列，機身長度及航程也在早期DC-9的基礎上有所加長。與MD-80系列競爭的客機包括波音737-400和空中巴士A320。
2012年9月，MD-80的貨機版本出現，該型號由退出運營的MD-80客機改裝而來。

### 試飛及認證

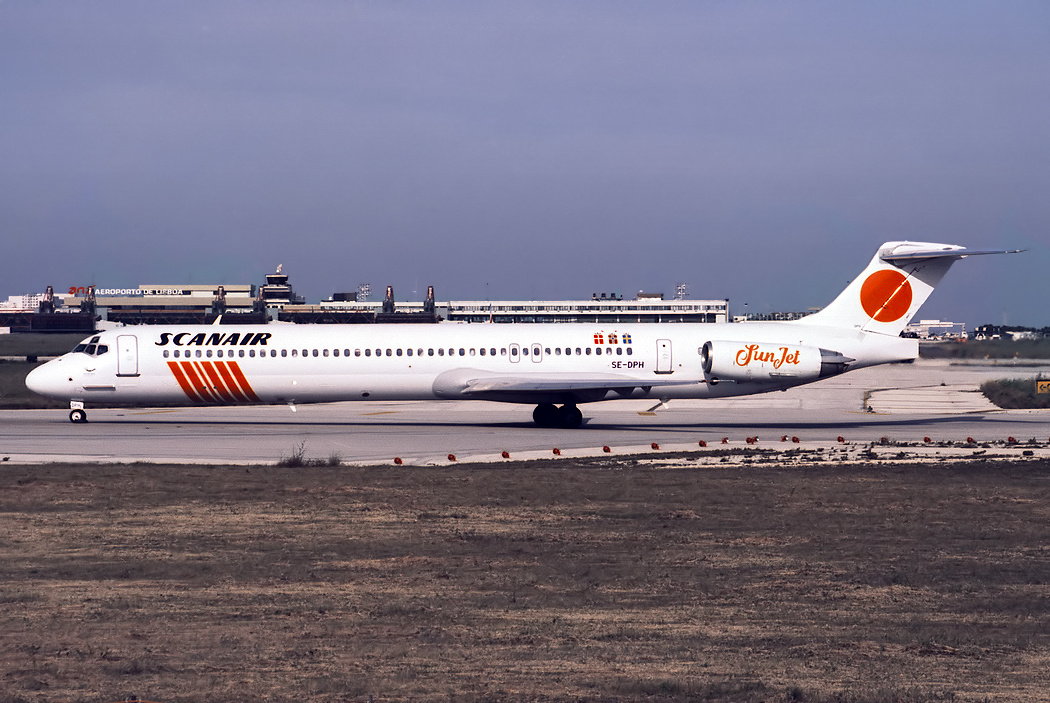
1992年斯堪航空的MD-83

第一架MD-80（DC-9生產線編號909）于1979年10月19日首飛。次年8月25日，MD-80系列的第一個型號MD-81通過了FAA的型號認證，MD-80系列的試飛於同日完成。三架MD-80參與了試飛，它們試飛期間的累計飛行時間達到1085小時。1980年9月13日，第一架投入商業運營的MD-81交付給瑞士航空。

### 型號認證問題
由於MD-80並非實際上的全新機型，該型號仍然被FAA認證為DC-9系列，只是在原有的DC-9型號認證上做出了修改。1980年8月26日，FAA對DC-9型號認證做出了第一次修改，新推出的MD-81被認證為DC-9-81，此後的MD-80系列都將在修改後的DC-9型號認證下認證。然而在1983年，麥道決定將DC-9-80更名為MD-80，並且請求FAA再次修改型號認證。1986年3月10日，型號認證得到修改，但MD-8x系列的名稱必須附在官方名稱DC-9-8x之後，如DC-9-81（MD-81）。此後，在長灘工廠生產的MD-80系列飛機銘牌上也開始標註MD-81、MD-82或MD-83。

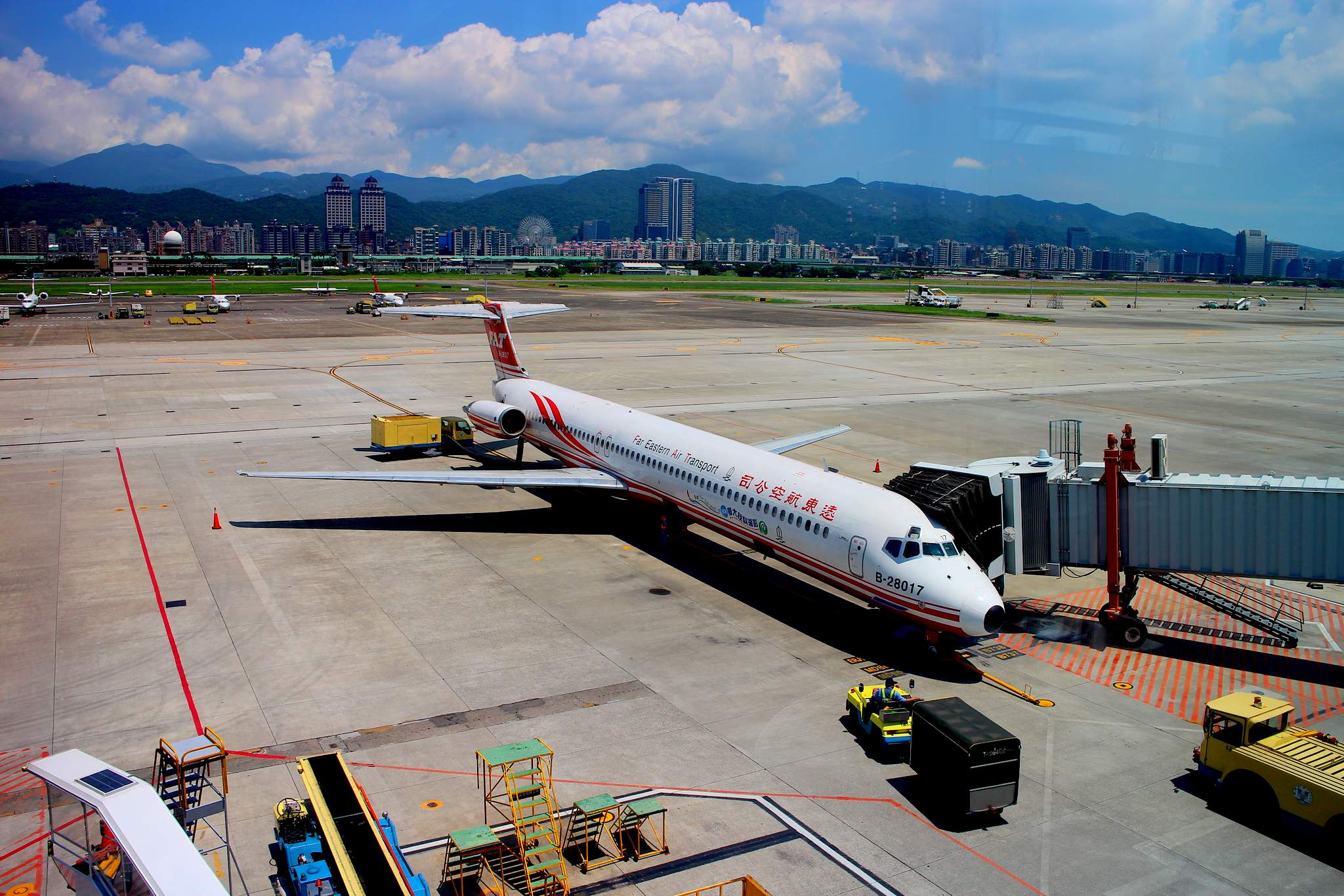
2014年遠東航空的MD82

1985年2月14日，麥道申請了DC-9-87（MD-87）型的認證，並于1987年10月21日獲批，但沒有一架MD-87的銘牌上標註有DC-9-87字樣。麥道於1987年推出MD-88時，MD-80系列的型號認證再次被修改，也因此MD-88並未被認證為DC-9-88，而是以MD-88這一型號於1987年12月8日獲得認證。然而在FAA的線上飛機資料庫中出現了並未正式使用的DC-9-88型號。
由於其强大的引擎聲，以及在飛機起降時需要飛行員額外的注意力及警覺性，MD-80被稱爲「瘋狗」。

### 生產

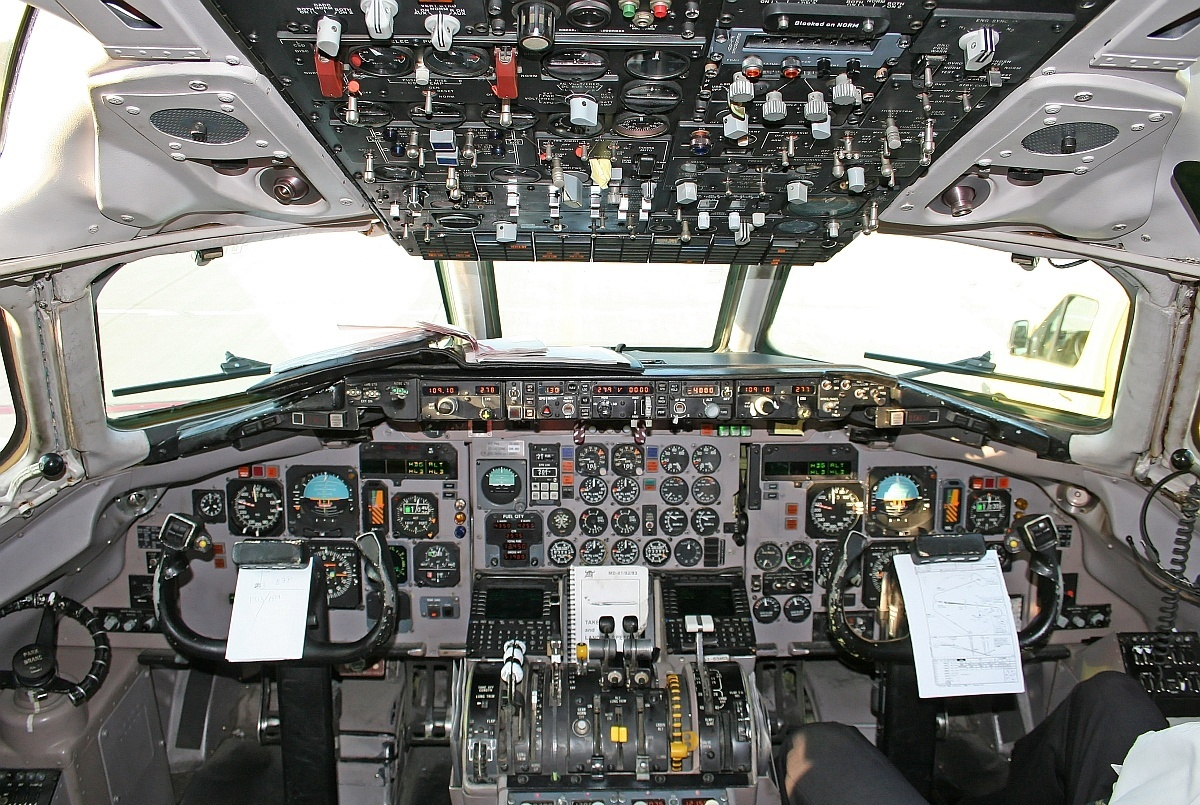
瑞典維京航空一架MD-83的駕駛艙

MD-80與早期DC-9在同一生產線上生產，生產線編號也緊隨早期DC-9之後。976架DC-9與108架MD-80交付後，麥道停止了DC-9的生產。因此，麥道在第1085架DC-9/MD-80於1982年12月交付給委內瑞拉國際航空後生產的DC-9都是MD-80系列。
1991年，MD-80的產量一度上升至每月12架，當年有140架MD-80交付。但由於航空運輸的萎縮以及MD-90較為冷淡的市場反應，MD-80的產量減少，1992年交付了84架，1993年更只有42架交付使用。MD-80的生產於1999年終止。

#### 在中國的生產

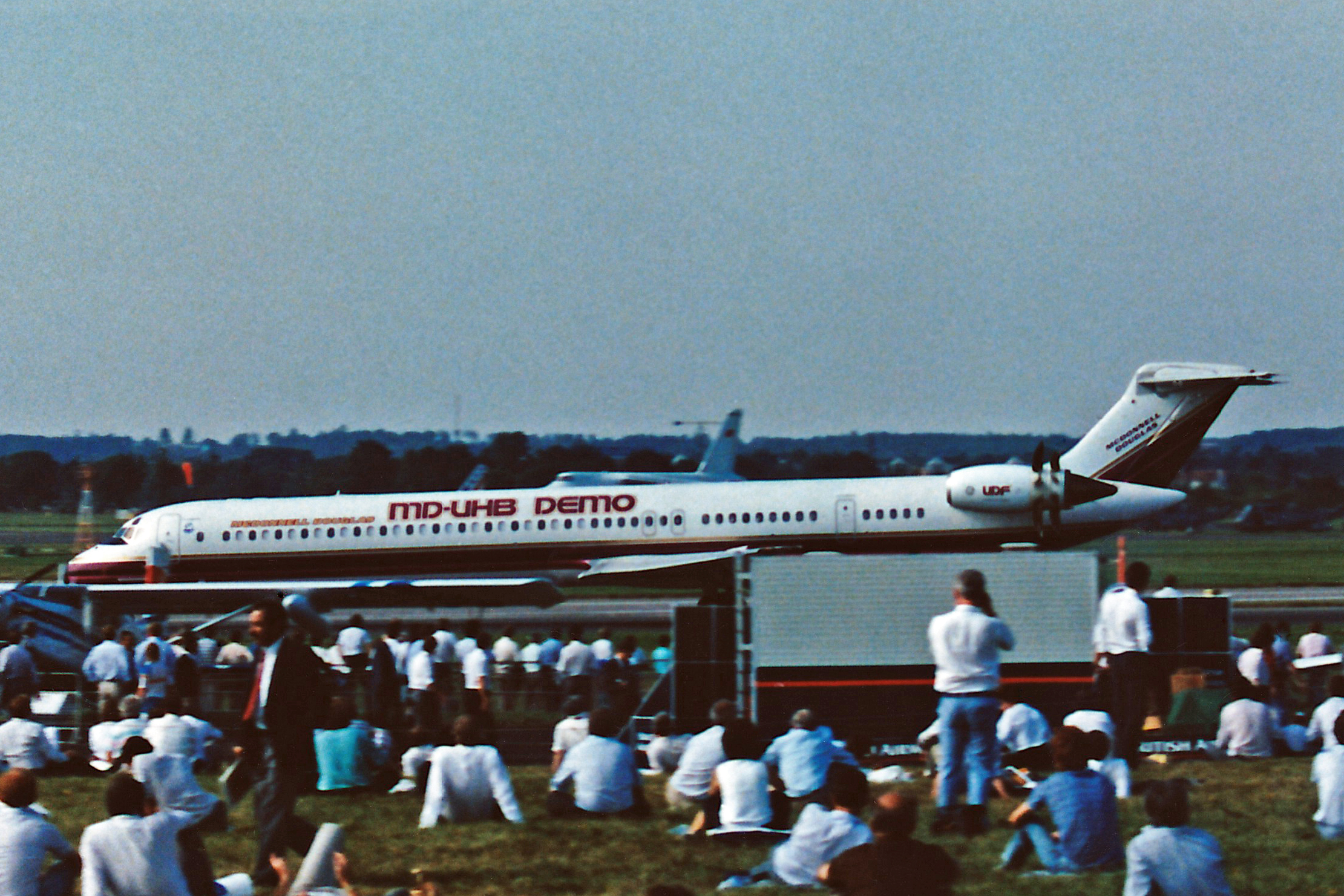
裝有GE36槳扇發動機的MD-81概念驗證機

1985年3月31日，上海航空工业公司与美国麦道公司签订合作生产MD-82的协议。上海飛機製造廠曾組裝MD-82、MD-83和MD-90型。部分资料称ARJ21机身布局即在该型号飞机的基础上研制。上海航空工业公司共来料组装了35架MD-82飞机。
1992年，上飛公司與麥道簽訂合作生產40架MD-90飛機的合同。但中美雙方對合同理解不同，有8400多項零件中方認為應由美方提供，但美方認為合約中沒有列出的零件都應該由中方自己製造，上飛組裝生產的MD-90飛機比直接進口美國原裝飛機貴1,000萬美元，中國民航不同意購買。後來每架飛機由中央財政補貼800萬美元，才賣給了中國民航。1994年中美簽訂修改協議，購買20架份原材料、配套設備。按合同1998年應交付第一批4架MD-90，但上飛的生產進度一再推遲，資金計畫一再突破；而在1997年麥道被波音併購後，更宣佈MD-90將會停產。1998年6月，中方經評估後放棄了MD-90專案，並與波音公司「同步停產」，最終MD-90只生產了2架。這2架飛機曾隸屬於中國北方航空，之後隨著該公司的13架MD-90機隊一同轉到中國南方航空旗下。上飛公司在麥道項目上投入的幾十億變成了無法轉化為生產效益的“呆帳”。上海飛機設計研究所（640所）為了維持生計，為上海汽車製造公司研發電腦輔助設計軟體，結果研究人員大量跳槽上汽旗下。

### 衍生機型

#### MD-90
MD-90是MD-80系列的衍生型號，機身比MD-88長1.5米，使用玻璃座艙以及V2500引擎。MD-90計劃啟動于1989年，1993年首飛，1995年投入商業營運。

#### MD-94X
此外，MD-80還有一些未生產的計劃型號，如計劃使用槳扇發動機的MD-94X。在麥道提出MD-94X前，一架MD-81被用作螺旋槳發動機（如通用電氣GE36）的測試機。

#### MD-95（波音717）
MD-95為替代老舊的早期DC-9而產生，比DC-9-30略長，改用勞斯萊斯BR715發動機。1997年麥道與波音合併之後，MD-95被波音更名為波音717。

#### 中国商飞ARJ21
此外，中國商飛亦利用上海飞机制造原先生產MD-82、MD-83、MD-90的技術及硬件基礎，研製ARJ21支線客機。

## 運營史

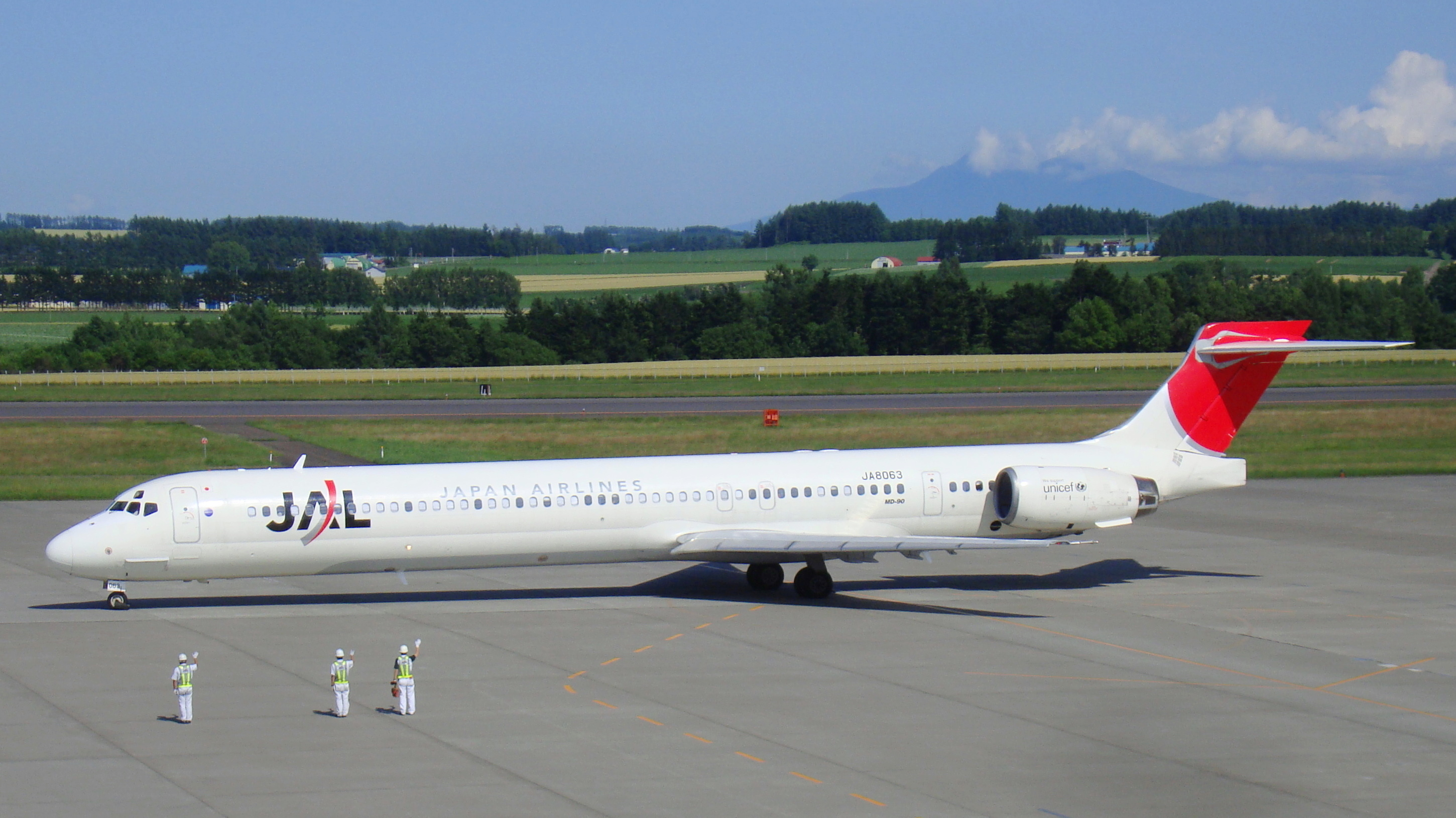
日本航空的MD-90，現已全數退出日航機隊

MD-80系列的用戶遍及全世界，主要用戶包括阿根廷航空、墨西哥國際航空、意大利航空、美國航空、哥倫比亞航空、中国北方航空（后全数转移至中国南方航空）、中国东方航空、達美航空、西班牙國家航空、日本佳速航空、北歐航空、遠東航空等。
由於使用老舊的JT8D引擎，MD-80相比A320和較新的波音737而言油耗較大，飛行中每小時消耗4,000升航空燃料，而比MD-80更大的波音737-800每小時飛行只耗油3,200升。因此，很多航空公司在2000年代開始將MD-80除役。美國航空計劃淘汰至少20架MD-80，並加速引進波音737-800。中西航空也在2008年7月14日宣佈在2008年秋季淘汰其全部12架MD-80。中國南方航空也在2008年將其所有MD-82除役，並用空客A320系列替換。
此外，因维修成本等原因，MD-90也陆续被一些航空公司弃用。2000年代后期，北欧航空、中国东方航空、中国南方航空、日本航空等航空公司先后将MD-90出售或退租。
其中一輛原先屬於中國南方航空、並在中國組裝的MD-82客機（B-2143）退役後，送返中國商飛上海大場廠房，並曾與同樣下馬的運-10樣板機一併作為靜態展品展出（後來由於廠房需要在2021年遷出，與運-10一併遷往浦東廠房入口繼續展出）。
而台灣遠東航空的MD-82及MD-83客機原先要到簽租波音737 MAX後才退役，但最後因為經營不善，而伴隨該公司於2019年12月13日結業而同步退役，同时也是麦道飞机退出大中华区乃至东亚民航客运市场。
现时MD-80系列最大营运者为激光航空，拥有5架MD-81，7架MD-82和1架MD-83。達美航空曾經是擁有最多MD-80系列飛機的運營者，但由于2019冠状病毒病的爆发，旗下的MD-88和MD-90於2020年6月2日全數退役。至此，MD-80經剩下少量飛機還在運營，而MD-90則已全部退役。

## 規格
|              | MD-81                       | MD-82/-88                   | MD-83                       | MD-87                       | MD-90-30ER                  |
| 座位數       | 155（2級） 172（1級）       | 155（2級） 172（1級）       | 155（2級） 172（1級）       | 139（2級） 130（1級）       | 153（2級） 172（1級）       |
| 最大起飛重量 | 140,000磅（64,000公斤）     | 149,500磅（67,800公斤）     | 160,000磅（72,600公斤）     | 140,000磅（64,000公斤）     | 166,000磅（75,300公斤）     |
| 最大航程     | 2,900公里（1,570英里）      | 3,800公里（2,050英里）      | 4,600公里（2,500英里）      | 4,400公里（2,400英里）      | 4,425公里（2,750英里）      |
| 巡航速度     | 0.8馬赫（811公里，504英哩） | 0.8馬赫（811公里，504英哩） | 0.8馬赫（811公里，504英哩） | 0.8馬赫（811公里，504英哩） | 0.8馬赫（811公里，504英哩） |
| 機身長度     | 45.01米（147尺8寸）         | 45.01米（147尺8寸）         | 45.01米（147尺8寸）         | 39.73米（130尺4寸）         | 46.5米（152尺7寸）          |
| 翼展         | 32.8米（107尺8寸）          | 32.8米（107尺8寸）          | 32.8米（107尺8寸）          | 32.8米（107尺8寸）          | 32.87米（107尺10寸）        |
| 尾翼高度     | 9.05米（29尺6寸）           | 9.05米（29尺6寸）           | 9.05米（29尺6寸）           | 9.3米（30尺5寸）            | 9.4米（30尺6寸）            |
| 發動機推力   | 2 X 83.91千牛（18,500磅）   | 2 X 90.72千牛（20,000磅）   | 2 X 95.25千牛（21,000磅）   | 2 X 90.72千牛（20,000磅）   | 2 X 113.40千牛（25,000磅）  |
| 發動機型號   | 普惠JT8D-209                | 普惠JT8D-217A/C             | 普惠JT8D-219                | 普惠JT8D-217C               | IAE V2525-D5                |

## 空难
- 1981年12月1日，一架MD-81在執行亞德里亞航空1308號班機時因空管指揮失誤及機師失誤在科西嘉島撞山墜毀，機上180人全部遇難。
- 1987年8月16日，西北航空一架MD-82執行NW255號班機，起飛時由於機員疏忽而未展開襟翼，墜毀於跑道前方，機上人員除一名4歲女孩外全數死亡。[19]
- 1991年12月27日，北歐航空751號班機由編號為OY-KHO的MD-81執行，由斯德哥爾摩起飛時機翼未除盡的冰被吸入引擎，致使引擎發生喘振現象，加上當時飛行員並未被告知飛機加裝自動推力恢復系統，因此機長嘗試減小引擎動力，引擎卻因為系統而反其道而行，導致引擎最終失效。飛機墜毀於瑞典Gottröra森林中並斷成三截，92人受傷，無人死亡。（空中浩劫第10季第3集Pilot betrayed）
- 1993年10月26日，中國東方航空5398號班機（MD-82，编号B-2103）在暴风雨中降落福州义序机场时冲出跑道，2人死亡。
- 1993年11月13日，中國北方航空6901號班機（MD-82，编号B-2141）在乌鲁木齐降落时因飞行员盲目下降且无视GPWS警告而坠毁，12人死亡。
- 1999年3月15如，大韓航空1533號班機（英语：Korean Air Flight 1533）（MD-83，编号HL7570）在浦項機場因機組過遲打開引擎反推而衝出跑道，斷成兩截，76人受傷，無人死亡。
- 1999年6月1日，美國航空1420號班機（MD-82，編號N215AA）降落在小石城時因飛行員忘記開啟擾流板而衝出跑道，斷成三截，造成11人死亡。（空中浩劫第1季第2集Racing the storm）
- 2000年1月31日，一架MD-83執行阿拉斯加航空261號班機，因升降舵螺杆維修失當而發生故障，墜入太平洋，機上88人全部遇難。（空中浩劫第22季第5集Pacific Plunge）
- 2001年10月8日，北歐航空的一架MD-87（SE-DMA）執行SK686航班，在米蘭利納特機場起飛時與一架塞斯納小型飛機相撞，造成兩機及地面共118人遇難。
- 2002年5月7日，中國北方航空6136號班機的MD-82（B-2138），當天從北京首都國際機場飛往大連周水子國際機場，在向周水子機場進近的過程中失控墜毀在大連港外側海面，機上103名乘客和9名機組人員全部遇難。[20]
- 2004年11月30日，印尼獅子航空538號班機(MD-82，編號為PK-LMN)在梭羅國際機場降落時衝出跑道，25人死亡，142人受傷。
- 2005年8月16日，一架MD-82（註冊編號HK-4374X）執行西加勒比海航空708號班機，因機師失誤墜毀於委內瑞拉，機上160人全部死亡。
- 2007年9月16日，One-Two-GO航空OG269號班機在布吉國際機場降落時衝出跑道撞樹後爆炸起火，機上130人中有89人死亡。[21][22]
- 2008年8月20日，西班牙航空5022號班機（編號為EC-HFP的MD-82）從馬德里巴拉哈斯機場起飛時衝出跑道，致使154人死亡，18人受傷。
- 2012年6月3日，尼日利亚丹那航空992班機在尼日利亚最大城市拉各斯机场附近坠毁，撞上一栋两层楼房。机上147名乘客（包括6名中国人）和6名机组成员全部遇难，被撞的建筑物內至少有40人死亡。[23]
- 2014年7月24日，阿爾及利亞航空AH5017航班（MD-83）在起飛50分鐘後墜毀於馬利共和國通布圖區戈西鎮，而該客機載116人（包含110名乘客，2名飛行員，4名乘務人員）全數罹難。
- 2024年2月9日，一架非洲快運航空的MD-82（編號5Y-AXL）在馬拉卡爾機場（英语：Malakal Airport）降落時衝出跑道。機上無人受傷，但飛機報廢並被拋棄在事故地點。涉事飛機在一個月後的3月31日，事故飛機與因緊急迫降失敗衝出跑道的一架屬於安全航空的波音727-200F發生相撞事故。